# Coppa Italia 1996-1997 (hockey su pista)
La Coppa Italia 1996-1997 è stata la 28ª edizione della principale coppa nazionale italiana di hockey su pista. La manifestazione si è conclusa il 6 gennaio 1997.
Il trofeo è stato conquistato dal Novara per la quindicesima volta nella sua storia.

## Risultati

### Finale
| Bassano del Grappa 6 gennaio 1997 | Novara | 13 – 2 | Bassano | PalaSind |